# پدرو (بازیکن فوتبال، زاده ۱۹۷۸)
پدرو (انگلیسی: Pedro؛ زادهٔ ۲ اکتبر ۱۹۷۸) بازیکن فوتبال اهل اسپانیا است.
از باشگاه‌هایی که در آن بازی کرده‌است می‌توان به باشگاه فوتبال لگانس، باشگاه فوتبال آلباسته بالومپیه، و باشگاه فوتبال اتلتیکو مادرید بی اشاره کرد.